# Krazy Kat

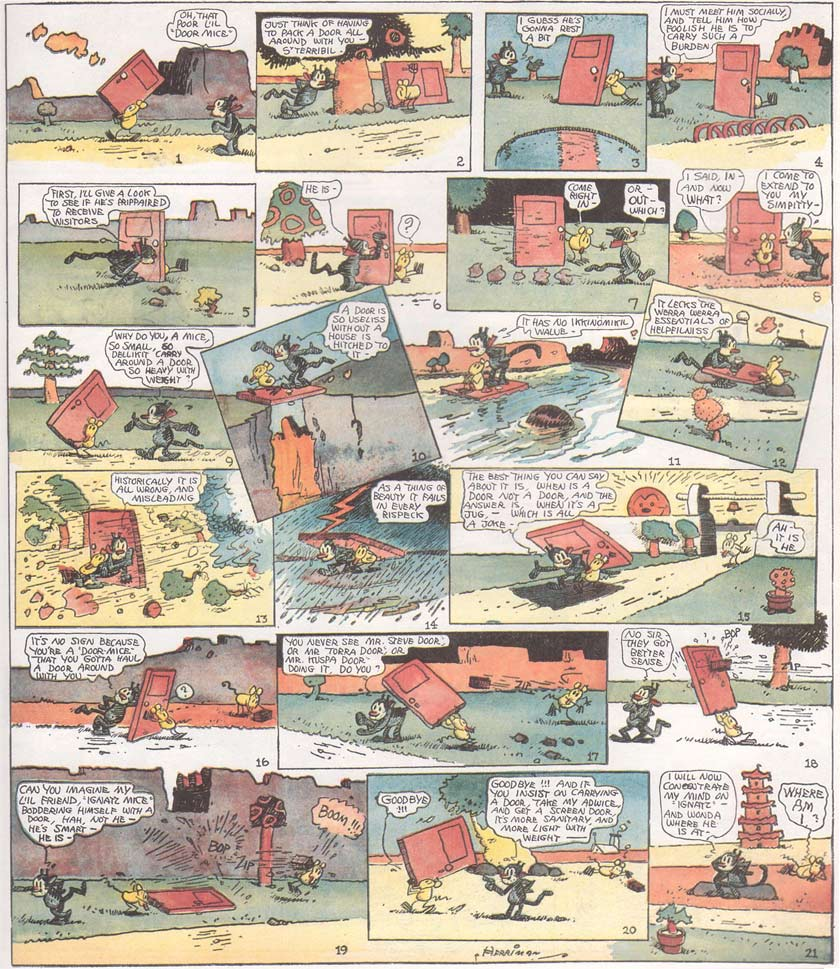
Bladzijde Krazy Kat

Krazy Kat is een Amerikaanse stripreeks, getekend en geschreven door George Herriman. De reeks ontstond in 1913 en liep tot 1944. De gagreeks is een van de beroemdste en meest gelauwerde stripreeksen van de 20ste eeuw en een van de weinige die ook ernstige aandacht kreeg in intellectuele en artistieke kringen.

## Inhoud
Krazy Kat bestaat voor een groot deel uit running gags. Krazy Kat is een soms vrouwelijke, soms mannelijke kat met een dromerig, dichterlijk karakter. Hij is verliefd op Ignatz, een muis die al getrouwd is en kinderen heeft. Ignatz is vanzelfsprekend niet opgezet met Krazy Kats aandacht en smijt dan ook geregeld een baksteen tegen Krazy Kats hoofd. De kat interpreteert dit echter als een daad van liefde. Keer op keer wordt Ignatz door een politiehond, Offissa Bull Pop, als straf in de gevangenis geworpen omdat hij een boontje heeft voor Krazy Kat. Deze eigenaardige driehoeksrelatie vormt de spil waaromheen alle gags draaien.
Nevenpersonages zijn: Joe Stork de ooievaar, Kolin Kelly de steenbakker, en eerdere creaties als Gooseberry Sprig en (Sancho) Pansy. Een belangrijk onderdeel van de strip is de achtergrond, die doet denken aan de woestijnlandschappen van Arizona en die wordt aangeduid met de poëtische naam Coconino County, overigens een bestaande county.

## Geschiedenis en status van de stripreeks
Herriman experimenteerde dertig jaar lang met allerlei tekenformaten, kleuren, kadreringen en woordspelingen. De situaties zijn net zo surrealistisch als aandoenlijk. Zijn personages spraken een bizarre maar amusante mengeling van Engels en creools patois. Hiermee werd de stripreeks geliefd bij veel intellectuelen, kunstenaars en critici. Er wordt verteld dat president Wilson tijdens de Eerste Wereldoorlog de strip voor de vergaderingen aan zijn oorlogskabinet voorlas. De waardering blijft groot; in 1999 werd de strip door het prestigieuze striptijdschrift The Comics Journal (nummer 210) uitgeroepen tot de beste Engelstalige strip aller tijden. De reeks verscheen tijdens de jaren 60 ook in Hitweek.
Krazy Kat had een belangrijke invloed op latere stripauteurs, zoals Charles M. Schulz, Bill Watterson, Chuck Jones, Jules Feiffer en Chris Ware. Zanger Michael Stipe van R.E.M. heeft een tatoeage van Ignatz en Krazy Kat.